# FS E.326 sorozat
A FS E.326 sorozat egy olasz 2-Co-2 tengelyelrendezésű, normál nyomtávolságú, 3000 V egyenáramú villamosmozdony sorozat. A Breda gyártott belőle összesen 12 db-ot. Legnagyobb sebességük eredetileg 140 km/h volt, de ezt később 90 km/h-ra csökkentették. A Trenitalia 1983-ban kezdte selejtezni a sorozatot.

## Története
Az E.326 a Giuseppe Bianchi mérnök által az 1920-as és 1930-as években az olasz államvasutak számára tervezett mozdonycsalád része volt, amely a nagyszámú szabványosított alkatrész használata révén olyan előnyöket jelentett volna, mint a karbantartási költségek csökkentése, a könnyebb javítás és a személyzet nagyobb ismertsége. Ezek közé tartozott az E.428-as, amelyet nehéz személyvonatokhoz terveztek, az E.626-os, a másodlagos vonalakon közlekedő nehéz teher- és személyvonatokhoz, valamint az FS E.326 sorozat, a könnyű, gyors személyvonatok vontatására. A kialakítás a korabeli gőzmozdony-gyakorlatot tükrözte, hat nagy hajtókerékkel és két forgóvázzal. A mozdony koncepcióját Vincent Raven NER 13-as számú prototípusa ihlette. Az E.326 az E.626-hoz hasonlóan hat motorral rendelkezett. A nyolcmotoros E.428 előtt tervezték és építették meg.
Az FS 1929. március 5-én két prototípust rendelt a Società Italiana Ernesto Bredától, amelyeket 1930 júliusában és decemberében szállítottak le. A Foggia-Benevento-vasútvonalon (akkor az egyetlen 3 kV egyenfeszültséggel villamosított FS-vonal) végzett első sikeres próbák után 1930 decemberében megrendeltek egy 10 darabos sorozatot a sorozatgyártású mozdonyokból, amelyeket 1932 novembere és 1933 januárja között, kisebb fejlesztésekkel, leszállítottak. 1933-ban az FS egy újabb sorozat E.326-ost tervezett, amelyek kisebb hajtókerekeket (az E.428-aséval megegyezőt) és módosított segédberendezéseket kaptak volna, de az E.428-as jobb teljesítménye és az ETR 200 sorozat miatt nem épültek meg.
A Bologna–Firenze-vasútvonalon (akkoriban befejezés alatt álló) tesztek során az egyik mozdony, amelynek névleges maximális teljesítménye 2100 kW (2800 LE) volt, 140 km/h végsebességet ért el, bár a hitelesített végsebességet 130 km/h-ban határozták meg. Hivatalosan a megengedett végsebesség minden vonalon továbbra is 120 km/h volt). Az E.326-os a Bologna-Firenze vonalon dolgozott annak 1934. április 22-i megnyitásától kezdve, gyorsvonatokat vontatva.
1935 áprilisában négy mozdonyt a nápolyi fűtőházhoz helyeztek át, hogy az új Róma-Nápoly-vasútvonalon szolgáljanak, 1936 júliusára pedig mind a tizenkét mozdonyt Rómában összpontosították. Azonban mind az E.326-os, mind az E.428-as mozdonyok gyenge vezethetőséget mutattak a végsebességnél, ami miatt a végsebességüket ideiglenesen 105 km/h-ra kellett csökkenteni. Az E.428 problémáit sikeresen megoldották, de az E.326 problémái (amely szintén hajlamos volt kisiklani, amikor átment egy váltón) továbbra is fennmaradtak. Az FS számos módosítást kipróbált az alvázon, többek között a forgóvázak radikális átalakítását, a középső hajtókerekek karimájának csökkentését és a forgóvázak pneumatikus hengerekkel való felszerelését, de a szabálytalanságok megmaradtak, és a végsebesség csökkenése is. Ezek a problémák, valamint az E.428-as megnövekedett elérhetősége és az ETR 200-as megjelenése a távolsági gyorsvonatok számára azt jelentette, hogy 1936-tól az E.326-osok nagyrészt másodlagos szolgáltatásokra szorultak vissza, és Bolognába helyezték át őket.
A második világháború alatt mind a 12 egység megsérült a szövetségesek bombázásaiban. Ezeket a Folignói műhelyben javították meg (kivéve a 006-ost, amelyet Bolognában javítottak), és 1949-ben egyszerűsített elektromos elrendezéssel (hasonlóan az újabb E.626-osokéhoz) álltak újra szolgálatba. A mechanikai viselkedésük javítását célzó további tesztek ellenére az E.326 végsebességét 1963-ban tovább csökkentették 90 km/h-ra. Főleg helyi személyvonatokat vontattak Padova, Piacenza és Ancona felé. Az E.326-osokat 1979 márciusában tervezték kivonni a forgalomból, és 1982 decemberére az összeset kivonták a forgalomból, az utolsó aktív példány az E.326.005 volt.